# عاتقه صدیقی
عاتقه صدیقی یا پوران رجایی (زادهٔ ۱۰ شهریور ۱۳۲۲ در قزوین) نمایندهٔ پیشین مجلس شورای اسلامی و همسر محمدعلی رجایی، دومین رئیس‌جمهور ایران است.
او در سال ۱۳۴۱ با رجایی که نسبت فامیلی با او داشت، ازدواج کرد.
صدیقی از منتقدان سرسخت محمود احمدی‌نژاد بود و اعتقاد داشت که او نام رجایی را مصادره کرده و در عوض معتقد بود میرحسین موسوی نزدیک‌ترین و شبیه‌ترین فرد به رجایی است.

## فعالیت‌های سیاسی
صدیقی در انتخابات میان‌دوره‌ای اوّلین دورهٔ مجلس شورای اسلامی، با ۱٬۸۴۲٬۷۴۶ رأی موفق شد به مجلس راه پیدا کند. او چهارمین نمایندهٔ زن تهران در این مجلس بود. او توانست ۲ دورهٔ دیگر هم منتخب مردم در مجلس شورای اسلامی باشد. میزان آرای او در دورهٔ دوم ۱٬۳۴۲٬۶۶۲ و در دورهٔ سوم ۶۱۴٬۳۶۷ رأی بود. وی در چهارمین دورهٔ انتخابات مجلس شورای اسلامی هم کاندیدا شد ولی از سوی شورای نگهبان ردصلاحیت شد. سال‌ها بعد و در آستانهٔ انتخابات دور نهم ریاست‌جمهوری در سال ۱۳۸۴، مهدی کروبی با انتشار نامه‌ای سرگشاده و گلایه‌آمیز خطاب به اکبر هاشمی رفسنجانی گفت که ردصلاحیت همسر رجایی با این ادعا که وی به رفسنجانی و خانوادهٔ او اهانت کرده، صورت گرفته است.

به دنبال سخنان هاشمی رفسنجانی رئیس‌جمهور وقت در خطبه‌های نماز جمعه سال ۱۳۶۹ و دفاع وی از مسئلهٔ ازدواج موقت، عاتقه صدیقی، نماینده وقت تهران در مجلس سوم، طی نطق پیش از دستور مخالفت خود را با همهٔ محورهای سخنان هاشمی رفسنجانی از جمله ترویج ازدواج موقت بدین صورت اعلام داشت:
مشکل عمده‌ای که در حال حاضر ما در اجتماع با آن دست به گریبان هستیم، افزایش فساد اخلاقی در زمینه‌های مختلف در جامعه است… در بررسی علل افزایش فساد به عواملی از قبیل بالا رفتن سن ازدواج، ظاهر شدن مشکلاتی بر سر راه تشکیل خانواده و رواج فرهنگ غربی و غرب‌گرایی، کم‌توجهی به ارزش‌های اسلامی و اخلاقی انقلاب، فعالیت‌های رسانه‌ها و شبکه‌های ضدانقلاب در گسترش فساد، روشن نبودن سیاست‌ها و عدم قاطعیت در برخورد را می‌توان ذکر کرد… در اسلام آنچه که به عنوان شیوهٔ اصولی زندگی خانوادگی است، ازدواج دائم بوده و طرح ازدواج موقت برای حل برخی از مشکلاتی است که در شرایطی بر جامعه حاکم می‌شود؛ لذا عمده کردن راه حل مذکور هر چند که ممکن است تأثیرات موقتی داشته باشد، امّا در درازمدّت مشکلات عدیده‌ای را ایجاد می‌نماید… در حال حاضر با توجه به مباحث مطرح شده و نداشتن ضوابط و قوانین مشخص و مظلوم واقع شدن حزب‌اللّه و جری شدن عناصر ضدانقلاب متأسفانه لوازم جسارت به زنان محترم به شکل جدی فراهم شده است.
 او در دهمین دورهٔ انتخابات ریاست‌جمهوری ایران از حامیان میرحسین موسوی بود و اعتقاد داشت که «دورهٔ ریاست‌جمهوری محمود احمدی‌نژاد تنبیهی از سوی خداوند به‌خاطر قدرناشناسی هشت سال دولت اصلاحات بوده است.»
در آستانهٔ انتخابات ریاست‌جمهوری سال ۱۳۸۸ بر شدّت انتقادات وی افزوده شد تا آنجا که طی سخنانی در جمع فرهنگیان اصفهان، علاوه‌بر احمدی‌نژاد، به صراحت به حامیان بلندپایهٔ او نیز اعتراض کرد و گفت: «قصد دارند به تدریج کشور را به سمت تربیت نیروهایی با اندیشهٔ طالبانی سوق دهند که این حرکت بسیار خطرناک است.» عاتقه صدیقی در جریان انتخابات ریاست‌جمهوری دهم طی بیانیه‌ای ضمن اعلام حمایت از میرحسین موسوی، نسبت به دخالت نظامیان در انتخابات هشدار داد و اعلام کرد: «پیش از این نیز در انتخابات سال ۸۴ ریاست‌جمهوری، نگرانی خود را اعلام کرده بودم. اکنون که شاهد قانون‌شکنی‌های کلان و دخالت بخشی از فرماندهان نظامی در سیاست، نامحرم تلقی کردن مردم، غیرشفاف شدن اطلاعات و امنیتی کردن بسیاری از حوزه‌های سیاسی و فرهنگی و اقتصادی کشور هستیم، به گونه‌ای مضاعف این احساس نگرانی و خطر را یادآور می‌شوم.»
همسر محمدعلی رجایی همچنین در جریان همان انتخابات، به شهرهای مختلف سفر و در حمایت از میرحسین موسوی سخنرانی کرد. وی به‌طور ضمنی از علی خامنه‌ای، رهبر ایران نیز انتقاد کرده است. او در جریان سخنرانی‌های انتخاباتی سال ۱۳۸۸ گفته بود: «ادارهٔ کشور بر اساس قیم‌مآبی، خودمحوری و شیوه‌های قرون وسطی باعث می‌شود عزت نفس و حرمت انسان‌ها از بین برود.»
در رویدادهای پس از انتخابات دهم ریاست‌جمهوری نیز او و خانواده‌اش هم‌چنان حمایت و نزدیکی خود را با اصلاح‌طلبان به‌ویژه میرحسین موسوی، مهدی کروبی و محمد خاتمی حفظ کردند. با این حال، وی و خانواده‌اش پس از انتخابات ریاست‌جمهوری ۱۳۸۸، از فضای سیاسی ایران فاصله گرفتند و کمتر به اظهارنظر دربارهٔ مسائل سیاسی پرداختند.

## خانواده
حاصل ازدواج ۲۰ سالهٔ عاتقه صدیقی و محمدعلی رجایی ۲ دختر و ۱ پسر است. کمال رجایی که بیشتر ترجیح می‌دهد در عرصهٔ عمومی از نام خانوادگی مادرش استفاده کند، در سال ۱۳۸۷ در گفت‌وگویی با شمارهٔ ۶۱ نشریه شهروند امروز اظهار کرد که «بعد از شهادت رجایی، خواستگاری‌هایی سیاسی از دختران رئیس‌جمهور شهید صورت گرفت ولی مادر تلاش کرد بعد از فوت شوهر، این دو دختر را به آقازاده‌ها ندهد و خانواده را حفظ کند.»